# Anax pugnax
Anax pugnax – gatunek ważki z rodziny żagnicowatych (Aeshnidae).